# Zhang Jun
Zhang Jun (张军S, Zhāng JūnP; Suzhou, 26 novembre 1977) è un ex giocatore di badminton cinese.

## Palmarès

### Olimpiadi
- 2 medaglie:
  - 2 ori (Sydney 2000 nel doppio misto; Atene 2004 nel doppio misto)